# Ariel Henry
Pour les articles homonymes, voir Henry.
Ariel Henry, né le 6 novembre 1949, est un homme d'État et neurochirurgien haïtien. Il est Premier ministre et chef de l’État de facto du 20 juillet 2021 au 11 mars 2024. Son gouvernement assure l'intérim de la présidence de la République à la suite de l'assassinat du président Jovenel Moïse.
Ayant une légitimité limitée, il se maintient au pouvoir du fait des divisions au sein de l'opposition et par le biais des accords du 11 septembre 2021 puis celui du 21 décembre 2022. Ceux-ci n'aboutissent pas et prévoyant l'application du programme de Jovenel Moïse, à savoir l'adoption d'une nouvelle Constitution par référendum puis la tenue d'élections.
Confronté à l’instabilité politique et à la guerre des gangs, il plaide pour une intervention internationale dans le pays et obtient l’appui du Kenya, le 1er mars 2024. Après plusieurs attaques dans la capitale par la coalition des gangs menée par Jimmy Chérizier, le Premier ministre se retrouve bloqué à Porto Rico, et démissionne le 11 mars sous la pression populaire et internationale après la fin de son mandat le 7 février. Il bat le record de longévité à cette fonction.

## Biographie

### Carrière professionnelle
Ariel Henry a reçu une formation de médecin en neurophysiologie et neuropathologie à la faculté de médecine de Montpellier. Il est professeur d'université. Ariel Henry, médecin de formation, a commencé sa carrière en neurochirurgie à Montpellier (France), avant d'occuper divers postes médicaux et administratifs en Haïti. Il a également été actif dans le domaine de l'enseignement, occupant des postes de professeur et de tuteur dans plusieurs institutions. Engagé dans des activités humanitaires, il a travaillé avec des organisations telles que Adra-Haïti et a présidé le conseil d’administration du Service œcuménique d’entre-aide (SOE).
Membre actif de plusieurs organismes, dont la Société française de neurochirurgie et le Comité national d’évaluation de l’éradication de la polio en Haïti, Ariel Henry a également fait partie de la Cellule scientifique de gestion de la crise de la Covid-19.

### Parcours politique
Ariel Henry a été membre de plusieurs partis socialistes et a occupé divers postes ministériels, notamment ministre de l’Intérieur et des Collectivités territoriales (MICT) et ministre des Affaires sociales et du Travail (MAST). Il a également joué un rôle dans le Conseil des sages, exerçant des fonctions de contrôle et de consultation auprès de l'Exécutif.

#### Dialogue de 2004
Après le coup d’État de 2004 contre le président Jean-Bertrand Aristide, il prend part au « Conseil des sages » chargé de désigner un chef de gouvernement.

#### Ministre
Après avoir été membre du cabinet du ministère de la Santé, il en prend la tête. Il devient ensuite ministre de l'Intérieur de janvier à septembre 2015, puis ministre des Affaires sociales et du Travail de septembre 2015 à mars 2016 sous la présidence de Michel Martelly.

#### Premier ministre

##### Désignation et assassinat de Jovenel Moïse
Après la démission de Joseph Jouthe, il est désigné Premier ministre le 5 juillet 2021,. Il doit alors prendre ses fonctions le 7 juillet. Le 7 juillet, le président Jovenel Moïse est assassiné,. Le lendemain, Ariel Henry estime être le Premier ministre en fonction. Le 9 juillet 2021, le président du Sénat Joseph Lambert est désigné par une résolution du Sénat pour succéder à titre intérimaire à Jovenel Moïse. Cette décision est soutenue par de nombreux partis parlementaires, dont le PTHK du défunt président. Ariel Henry est par ailleurs confirmé comme Premier ministre. L'investiture de Lambert, prévue pour le 10 juillet, est finalement reportée à la demande des États-Unis.

##### Entrée en fonction
Ariel Henry est appuyé par le Core Group, constitué par l'Allemagne, le Brésil, le Canada, l'Espagne, les États-Unis, la France, l'Union européenne et les émissaires de l'Organisation des États américains et de l'ONU. L'ingérence des puissances occidentales, particulièrement des États-Unis, dans le processus de désignation du nouveau chef du gouvernement haïtien a été dénoncée par des centaines d’organisations représentant la société civile haïtienne, qui se sont unies autour d’un programme commun. De même, l’envoyé spécial des États-Unis en Haïti, Daniel Foote, critiquera dans sa lettre de démission en septembre 2021 cette ingérence : « Je pense qu’Haïti ne connaîtra jamais la stabilité tant que ses citoyens ne seront pas jugés dignes de choisir leurs dirigeants en toute équité et honnêteté [...] On ne peut qu’être effaré par cette illusion de toute-puissance qui nous persuade que ce serait à nous, une fois de plus, de désigner le vainqueur ». Il forme son gouvernement le 19 juillet. Il prend ses fonctions le lendemain alors que son gouvernement assure l'intérim de la présidence de la République.

##### Séisme de 2021
À la suite du séisme survenu le 14 août 2021 dans la péninsule de Tiburon (sud d'Haïti) qui fait environ 2 200 morts, le Premier ministre Ariel Henry décrète l'état d'urgence pour un mois dans les quatre départements affectés par la catastrophe.

##### Report des élections de 2021 et crise politique de 2022

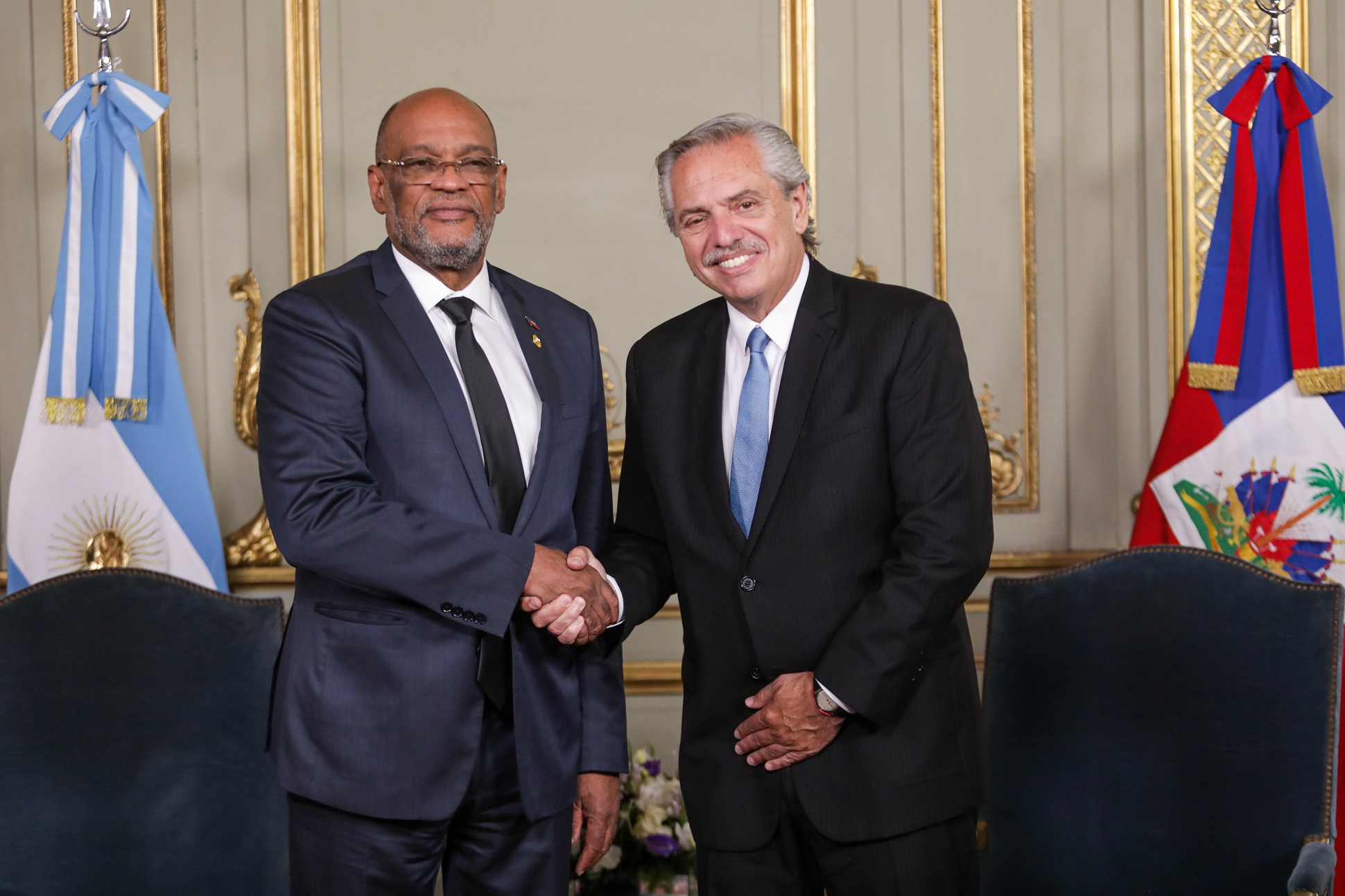
Ariel Henry avec le président de la Nation argentine Alberto Fernández.

Le 10 septembre, le procureur général de Port-au-Prince, Bed-Ford Claude, réclame à ce qu'Henry soit auditionné pour avoir été en contact avec l'un des cerveaux présumés de l'assassinat du président  Jovenel Moïse. L'intéressé dénonce des « manœuvres de diversion ». Le 14 septembre, Claude demande l'inculpation du Premier ministre et son interdiction de quitter le territoire. Henry décide de le limoger en réaction. Henry limoge le ministre de la Justice Rockefeller Vincent le lendemain.
Il signe un accord avec une partie de l'opposition de la société civile le 11 septembre 2021. En conséquence le gouvernement est remanié en novembre 2021.
La dissolution le 27 septembre du Conseil électoral provisoire par le Premier ministre Ariel Henry reporte de facto sine die les scrutins prévus en 2021.
La criminalité s'est encore intensifiée dans les derniers mois de l'année 2021, avec près d'un millier d'enlèvements. Le 17 octobre 2021, il est contraint de quitter précipitamment une cérémonie en hommage à Jean-Jacques Dessalines, le père de l’indépendance, à la suite de coups de feu. L’auteur du coup de force, le chef de gang Jimmy Chérizier, entendait ainsi rendre hommage au président assassiné Jovenel Moïse, qu'il présente comme un modèle dans la lutte contre la corruption. Le 1er janvier 2022, Ariel Henry, qui se rend à Gonaïves pour commémorer la déclaration d'indépendance, ce qui constitue la première visite d'un membre du gouvernement depuis 2018, voit son convoi être la cible de tirs, ce qui le contraint à interrompre sa visite.

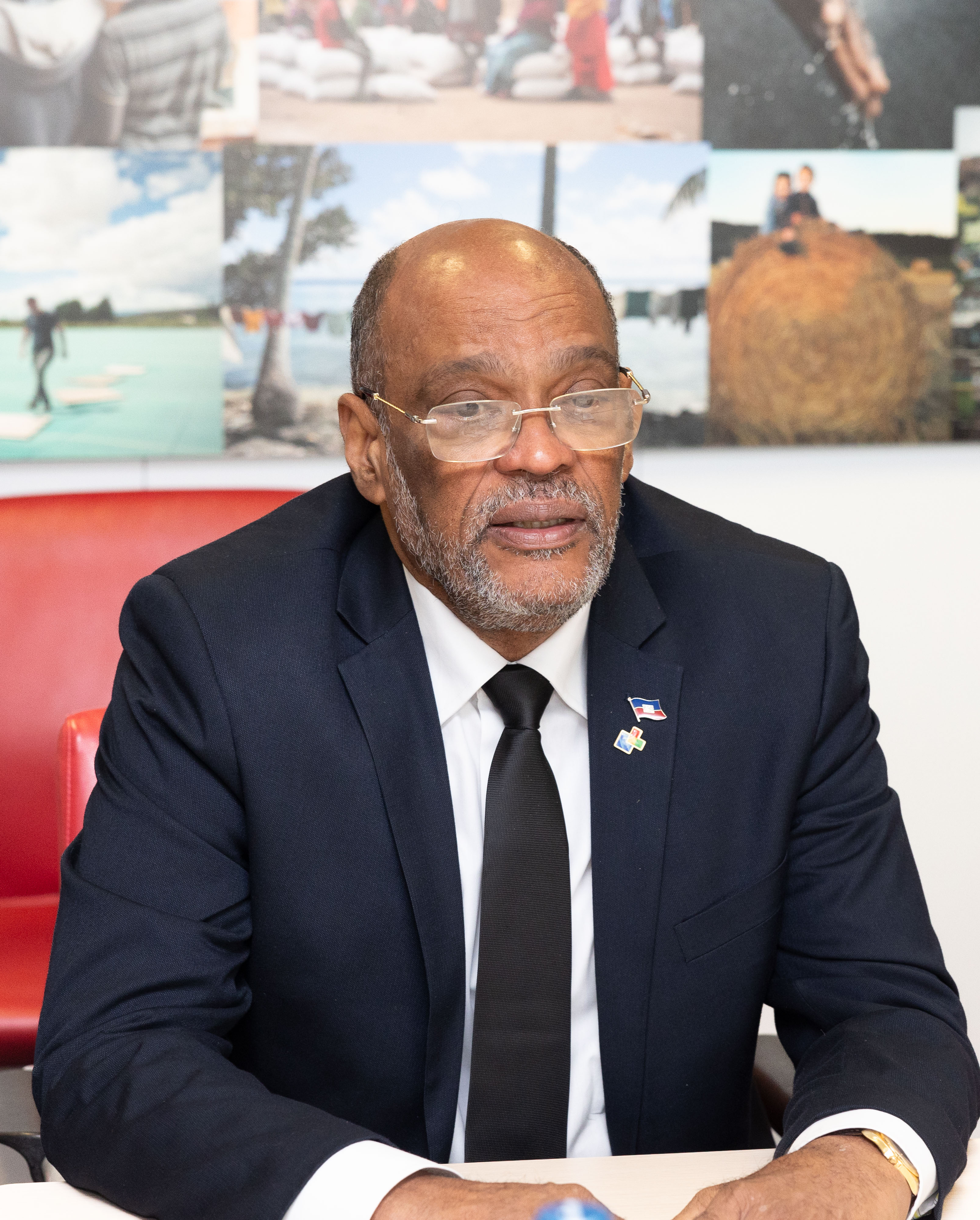
Le Premier ministre Ariel Henry en 2023.

Alors que l'opposition tente de le remplacer par un exécutif et un gouvernement provisoire d'ici le 7 février 2022, date prévue pour la fin du mandat du président Jovenel Moïse, les États-Unis estiment qu'Ariel Henry peut se maintenir au pouvoir jusqu'à la tenue de nouvelles élections. En janvier 2022, l'ancien Premier ministre Fritz Jean présente sa candidature à la présidence de la République au Conseil de transition, institué par des partis d’opposition lors de la signature des accords de Montana. À la suite de cette consultation, Fritz Jean est élu président de la République et Steven Benoît au poste de Premier ministre. Ariel Henry refuse de quitter le pouvoir, estimant que son mandat est d'organiser de nouvelles élections. Le président du Sénat Joseph Lambert estime que le mandat du gouvernement prend fin le 7 février, et qu'au delà de cette date, il ne devrait qu'expédier les affaires courantes jusqu'à la tenue d'une concertation nationale. Les journées du 7 et 8 février sont finalement calmes et se déroulent sans incident.
En juin 2022, il annonce la tenue d'élections « dans les meilleurs délais » une fois la situation sécuritaire rétablie.
Alors que le niveau de vie est déjà très bas pour la majorité de la population haïtienne, la décision d'Ariel Henry d'augmenter de près de 130 % le prix de l'essence et de 90 % celui du kérosène et du diésel provoque des manifestations massives à partir 14 septembre 2022 à Port-au-Prince et dans plusieurs grandes villes du pays. En outre, la hausse du dollar, l’inflation généralisée et les pénuries alimentaires accentuent la crise économique qui sévit à Haïti.
Le 21 décembre 2022, un nouvel accord politique prévoit la tenue de nouvelles élections en 2023, l'investiture d'un nouveau président pour le 7 février 2024, et l'instauration d'un Haut Conseil de la transition de trois membres et d'un organe de contrôle de l'action gouvernementale.

##### Crise de 2024 et démission
Aucun point de l'accord de 2022 n'entre en vigueur, à l'exception de la mise en place du HCT, et le scrutin n'a pas lieu. Ariel Henry se maintient au-delà de la fin de son mandat le 7 février 2024, ce qui provoque des manifestations massives.
Le 29 février, il annonce des élections d'ici le 31 août 2025. Bloqué à Porto Rico en raison des violences des gangs armés dans Port-au-Prince, après un voyage diplomatique au Kenya avec qui il signe un accord sur le déploiement d'une force de maintien de l'ordre, il tente sans succès de rentrer via les États-Unis, la République dominicaine puis la Jamaïque. Alors qu'il a exclu dans un premier temps de quitter le pouvoir, alors que l'opposant Moïse Jean-Charles propose la mise en place d'un Conseil présidentiel après l'appui d'autres partis,, il démissionne le 11 mars 2024 après avoir mis en place l’état d’urgence. La décision a été prise lors d'une réunion de la Communauté caribéenne au cours de laquelle les signataires de l'accord de Montana, En avant, le Collectif des signataires de la déclaration du 30 janvier 2023, ont soumis des propositions en vue d'organiser une transition. Les États-Unis ont proposé le remplacement d'Ariel Henry par un Conseil présidentiel.
Il est remplacé par un Conseil présidentiel de sept à neuf membres (dont certains seront des observateurs), avec une gouvernance multicéphale avec un nouveau chef de gouvernement supervisé par le Conseil. Les membres seront choisis par des partis politiques, Montana et le secteur privé.
Les États-Unis lui proposent de rester à Porto Rico. Il continue de présider les réunions du conseil des ministres à distance.
Un accord politique est signé le 7 avril pour permettre l'entrée en fonction du Conseil présidentiel et prévoit une transition de 22 mois jusqu'au 7 février 2026. Il est publié au journal officiel Le Moniteur le 12 avril.
Le décret, qui prend initialement acte de la non-expédition des affaires courantes par Ariel Henry, est modifié par le Conseil des ministres sur ce point et sur les conditions d'éligibilité des membres,. Par ailleurs, le décret ne cite pas les noms du Conseil présidentiel de transition, alors que le ministère de la Communication appelle les membres désignés à envoyer les pièces demandées en vue de leur entrée en fonction s'ils répondent aux conditions d'éligibilité. Devant la possibilité pour le Conseil des ministres de modifier la composition du Conseil présidentiel de transition, celui-ci l'appelle le 14 avril à publier l'accord politique, le décret initial ainsi que les noms de ses membres,.
Le 15 avril, l'arrêté portant nomination des membres du Conseil présidentiel de transition et daté du 12 avril est rendu public par le directeur des Presses nationales. Cependant, le gouvernement, tout en confirmant son authenticité, affirme que sa publication n'a pas été autorisée. Un nouvel arrêté rectificatif est publié le 16 avril,.
Le 24 avril, Ariel Henry démissionne. Michel Patrick Boisvert assure l'intérim. Le 25 avril, le Conseil présidentiel de transition est assermenté au Palais national.